# Шапошников, Владимир Михайлович
Влади́мир Миха́йлович Ша́пошников (1910—1975) — начальник штаба 2-й гвардейской моторизованной штурмовой инженерно-саперной бригады (11-я гвардейская армия, 3-й Белорусский фронт), Герой Советского Союза (1945).

## Биография
Родился 15 июля 1910 года в Астрахани.
В Красную Армию был призван в 1930 году. Член ВКП(б)/КПСС с 1932 года. Участник Великой Отечественной войны с июня 1941 года. Отличился во время форсирования реки Неман.
Звание Героя Советского Союза с вручением ордена Ленина и медали «Золотая Звезда» присвоено 29 июня 1945 года.
С 1954 года в запасе. Жил в Москве. Умер 25 июня 1975 года. Похоронен на Ваганьковском кладбище (43 уч.).

## Награды
- Медаль «Золотая Звезда» Героя Советского Союза;
- орден Ленина;
- два ордена Красного Знамени;
- орден Кутузова 3-й степени;
- орден Отечественной войны 1-й степени;
- орден Отечественной войны 2-й степени;
- орден Красной Звезды.